# Philoponella pomelita
Philoponella pomelita es una especie de araña araneomorfa del género Philoponella, familia Uloboridae. Fue descrita científicamente por Grismado en 2004.
Habita en Argentina.